# Panchayatana

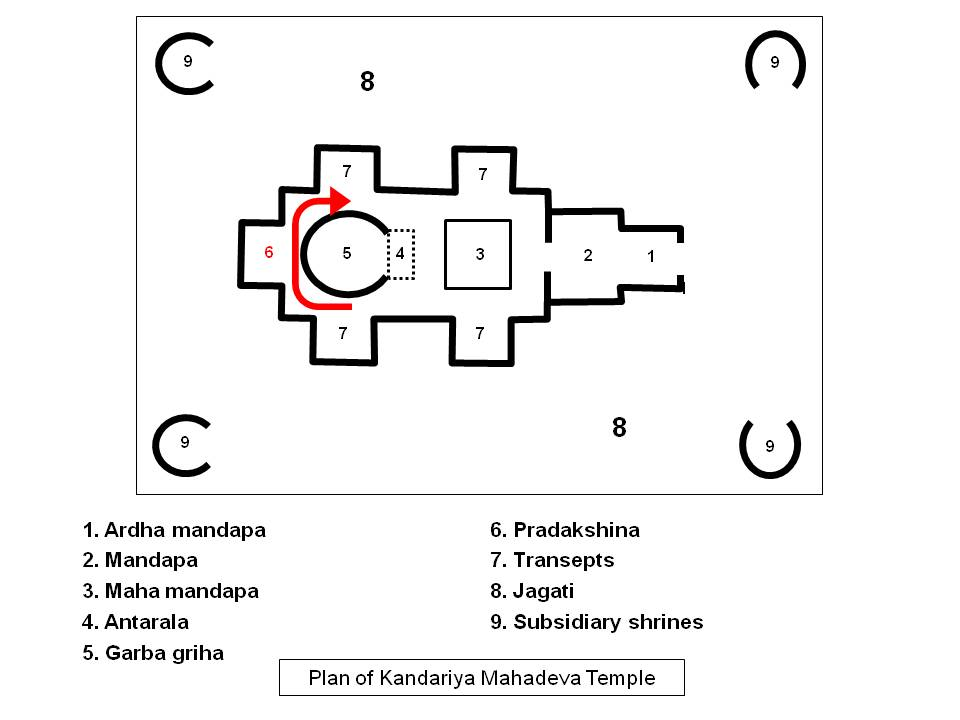
Grundriss-Schema des Kandariya-Mahadeva-Tempels im Tempelbezirk von Khajuraho

Als Panchayatana oder Pancayatana  (Sanskrit: pancha = ‚fünf‘; yatana = ‚Gott‘) wird die nur selten realisierte Idealform eines Hindu-Tempels bestehend aus einem zentralen Haupttempel und vier kleineren Nebenschreinen, die meist in den Ecken der Plattform (jagati) stehen, bezeichnet. Während der Eingang des Haupttempels meist nach Osten, manchmal auch nach Westen ausgerichtet ist, sind die beiden Tempel an der Eingangsseite oft nach Norden oder Süden orientiert.
Das fünfteilige Panchayatana-Schema mit seinen nach oben und in alle vier Himmelsrichtungen weisenden Sakralbauten hat letztlich kosmische oder universale Dimensionen und Implikationen.

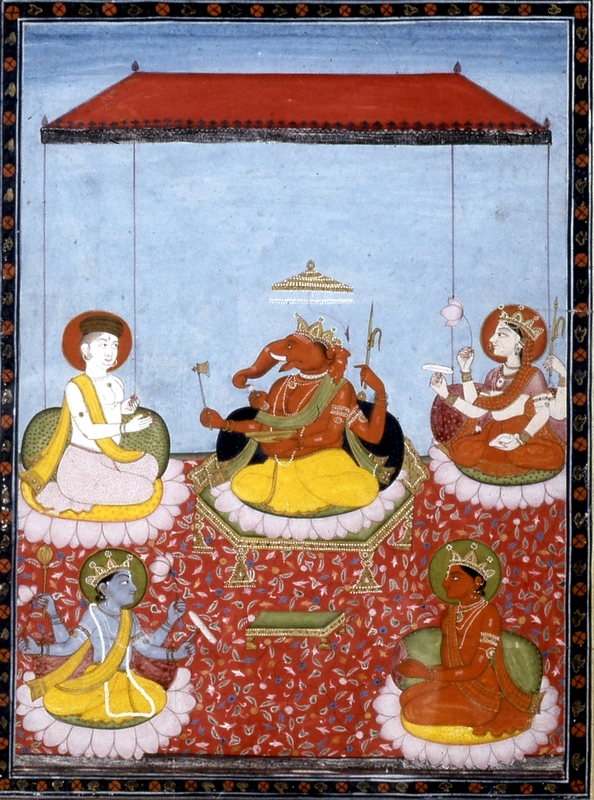
panchayatana puja: Ganesha (im Zentrum), Shiva (oben links), Devi oder Durga (oben rechts), Vishnu (unten links) und Surya (unten rechts)

## Beispiele
- Dashavatara-Tempel in Deogarh, Uttar Pradesh
- Lakshmana-Tempel in Khajuraho, Madhya Pradesh
- Kandariya-Mahadeva-Tempel in Khajuraho
- Brahmeswara-Tempel in Bhubaneswar, Oriya
- Lingaraja-Tempel in Bhubaneswar
- Arasavalli-Tempel bei Srikakulam, Andhra Pradesh
- Sonnentempel von Martand, Jammu und Kashmir
- Nabaratna-Tempel in Pantchupi
- Shiva-Tempel in Tumbadi, Karnataka
- Shri-Gondeshwar-Tempel in Sinnar, Maharashtra

## Siehe auch

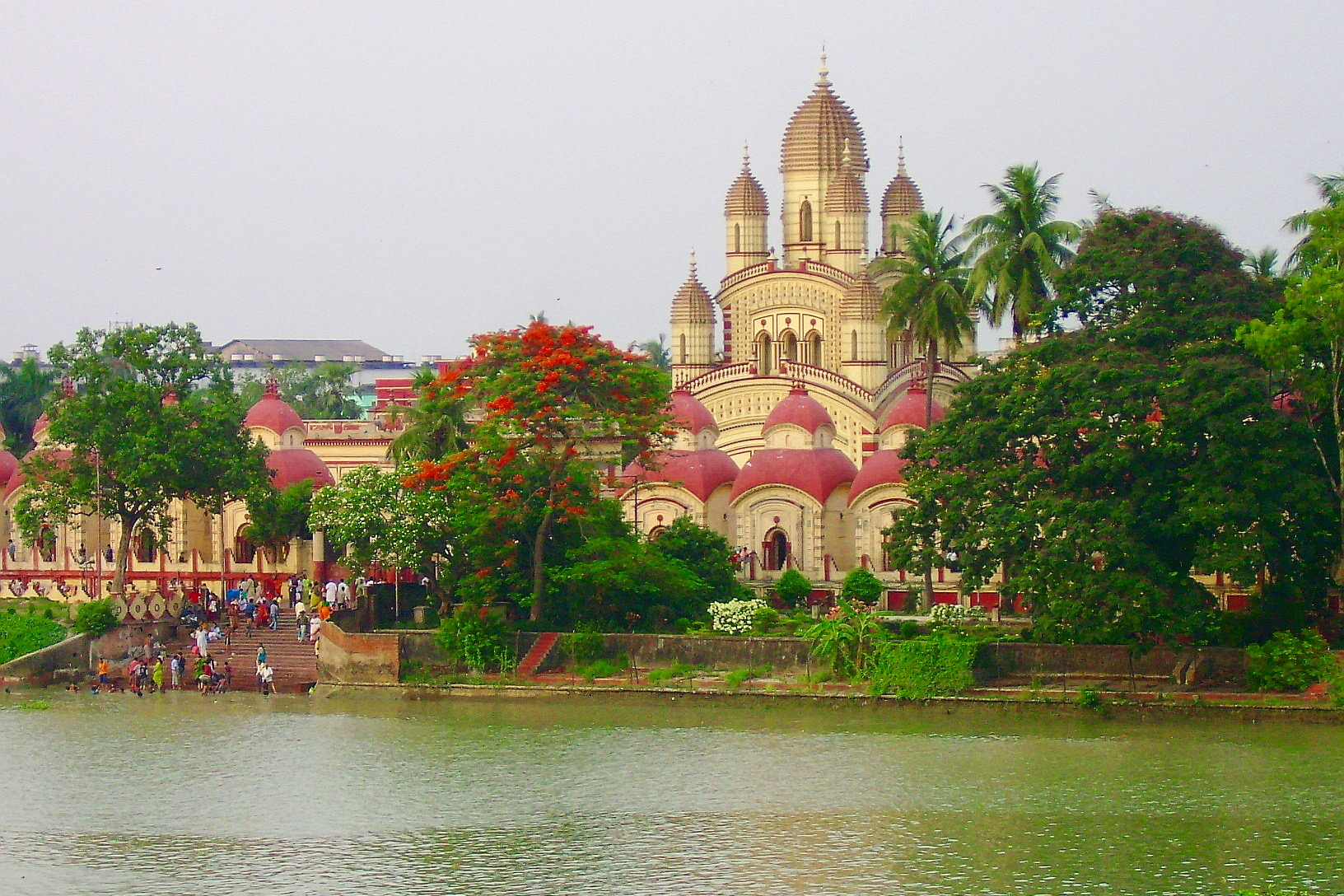
Dakshineshwar-Tempel in Kolkata